# La Mata (Castelló)
La Mata, antes chamado La Mata de Morella, é um município da Espanha na província de Castelló, Comunidade Valenciana. Tem 15,16 km² de área e em 2021 tinha 169 habitantes (densidade: 11,1 hab./km²).

## Demografia
| Variação demográfica do município entre 1991 e 2004 | Variação demográfica do município entre 1991 e 2004 | Variação demográfica do município entre 1991 e 2004 | Variação demográfica do município entre 1991 e 2004 |
| --------------------------------------------------- | --------------------------------------------------- | --------------------------------------------------- | --------------------------------------------------- |
| 1991                                                | 1996                                                | 2001                                                | 2004                                                |
| 217                                                 | 208                                                 | 166                                                 | 171                                                 |